# Idalus quadratus
Idalus quadratus är en fjärilsart som beskrevs av Rothschild 1933. Idalus quadratus ingår i släktet Idalus och familjen björnspinnare. Inga underarter finns listade i Catalogue of Life.